# Шизотимия
Шизотимията е темперамент, свързан с шизофренията по аналогичен начин, както циклотимията е свързана с биполярното разстройство. При индивида шизотимик се наблюдават слаби афекти и висока степен на интроверсия, както и основно оттегляне от социални взаимодействия; въпреки това някои индивиди с тази характеристика могат да са способни, да постигнат относително непринудени социални взаимоотношения и да са чувствителни в някои ситуации. Като вид темперамент шизотимичните личностни черти са смятани по-скоро за повече или по-малко вродени, отколкото за резултат от социализацията (или липсата ѝ).